# Imatge de prova estàndard

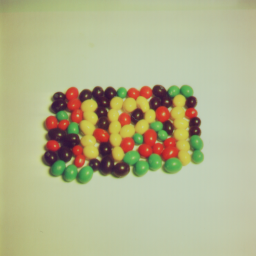
Imatge de prova real de gominoles de la base de dades d'imatges USC-SIPI.

Una imatge de prova estàndard és un fitxer d'imatge digital que s'utilitza en diferents institucions per provar algoritmes de processament d' imatges i compressió d'imatges. En utilitzar les mateixes imatges de prova estàndard, diferents laboratoris són capaços de comparar els resultats, tant visualment com quantitativament.
En moltes ocasions, les imatges són escollides per representar imatges naturals o típiques que haurien de tractar una classe de tècniques de processament. Es trien altres imatges de prova perquè presenten diversos desafiaments als algorismes de reconstrucció d’imatges, com ara la reproducció de detalls i textures fins, transicions i arestes nítids i regions uniformes.

## Orígens històrics
Les imatges de prova com a material de calibratge del sistema de transmissió probablement es remunten a l'enllaç de fax original de París a Lió. Els equips de fax analògics (i els equips fotogràfics per a la impressió) van ser els grups d’usuaris més grans de la imatge estandarditzada per a la tecnologia de calibratge fins a l’aparició dels sistemes de transmissió d’imatges de televisió i digitals.

## Resolucions estàndard d'imatges de prova
La resolució estàndard de les imatges sol ser de 512 × 512 o 720 × 576. La majoria d'aquestes imatges estan disponibles com a fitxers TIFF de l'Institut de Processament de Senyals i Imatges de la Universitat del Sud de Califòrnia. Kodak ha publicat imatges de 768 × 512, disponibles en format PNG, que originalment es trobaven en CD de fotos amb una resolució més alta, que s'utilitzen àmpliament per comparar tècniques de compressió d’imatges.